# Чемпионат мира по шорт-треку 2006
Чемпионат мира по шорт-треку 2006 года проходил 29-31 марта в Миннеаполисе, штат Миннесота (США).

## Общий медальный зачёт
| Место | Страна           | Золото | Серебро | Бронза | Всего |
| ----- | ---------------- | ------ | ------- | ------ | ----- |
| 1     | Республика Корея | 6      | 3       | 3      | 12    |
| 2     | Китай            | 2      | 6       | 0      | 8     |
| 3     | Канада           | 2      | 1       | 5      | 8     |
| 4     | США              | 0      | 0       | 1      | 1     |
| 5     | Италия           | 0      | 0       | 1      | 1     |

## Медалисты
За первое место в дисциплине начислялось 34 очка, за второе — 21 очко, за третье — 13 очков, за четвёртое — 8 очков, за пятое — 5 очков, за шестое — 3 очка, за седьмое — 2 лчка и за восьмое — 1 очко; очки начислялись лишь спортсменам, принявшим участие в финальных соревнованиях по соответствующей дисциплине. В суперфинале на дистанции 3000 м лидирующие после первого километра спортсмены получали 5 дополнительных очков. Затем очки складывались, и так определялся победитель в многоборье; эстафеты для определения победителей в многоборье не учитывались.

### Мужчины
| Дисциплина | Золото                                                                                      | Серебро                                         | Бронза                                                                                |
| ---------- | ------------------------------------------------------------------------------------------- | ----------------------------------------------- | ------------------------------------------------------------------------------------- |
| Многоборье | Ан Хён Су Республика Корея                                                                  | Ли Хо Сок Республика Корея                      | Франсуа-Луи Трамбле Канада                                                            |
| 500 м      | Франсуа-Луи Трамбле Канада                                                                  | Ли Хаонань Китай                                | Ли Хо Сок Республика Корея                                                            |
| 1000 м     | Ан Хён Су Республика Корея                                                                  | Ли Хо Сок Республика Корея                      | Шарль Амлен Канада                                                                    |
| 1500 м     | Ан Хён Су Республика Корея                                                                  | Ли Хо Сок Республика Корея                      | О Се Джон Республика Корея                                                            |
| 3000 м     | Шарль Амлен Канада                                                                          | Франсуа-Луи Трамбле Канада                      | О Се Джон Республика Корея                                                            |
| Эстафета   | Канада · Шарль Амлен · Эрик Бедар · Франсуа-Луи Трамбле · Джонатан Гильметт · Матье Тюркотт | Китай · Ли Е · Ли Хаонань · Суй Баоку · Цуй Лян | США · Алекс Изиковски · Джордан Мэлоун · Энтони Лобелло · Джон Пол Кепка · Расти Смит |

### Женщины
| Дисциплина | Золото                                                         | Серебро                                                                                  | Бронза                                                                              |
| ---------- | -------------------------------------------------------------- | ---------------------------------------------------------------------------------------- | ----------------------------------------------------------------------------------- |
| Многоборье | Чин Сон Ю Республика Корея                                     | Ван Мэн Китай                                                                            | Калина Роберж Канада                                                                |
| 500 м      | Ван Мэн Китай                                                  | Фу Тяньюй Китай                                                                          | Калина Роберж Канада                                                                |
| 1000 м     | Чин Сон Ю Республика Корея                                     | Ван Мэн Китай                                                                            | Калина Роберж Канада                                                                |
| 1500 м     | Чин Сон Ю Республика Корея                                     | Ван Мэн Китай                                                                            | Чхве Ын Гён Республика Корея                                                        |
| 3000 м     | Чин Сон Ю Республика Корея                                     | Ван Мэн Китай                                                                            | Эллисон Бэйвер США                                                                  |
| Эстафета   | Китай · Чжу Милэй · Ван Мэн · Фу Тяньюй · Чэн Сяолэй · Ван Вэй | Канада · Таня Висент · Аманда Оверленд · Калина Роберж · Аланна Краус · Анук Леблан-Буше | Италия · Катя Дзини · Мара Дзини · Марта Капурсо · Арианна Фонтана · Чечилиа Маффей |